# Déprise (sociologie du vieillissement)
Vous lisez un « bon article » labellisé en 2008.
Pour les articles homonymes, voir Déprise.

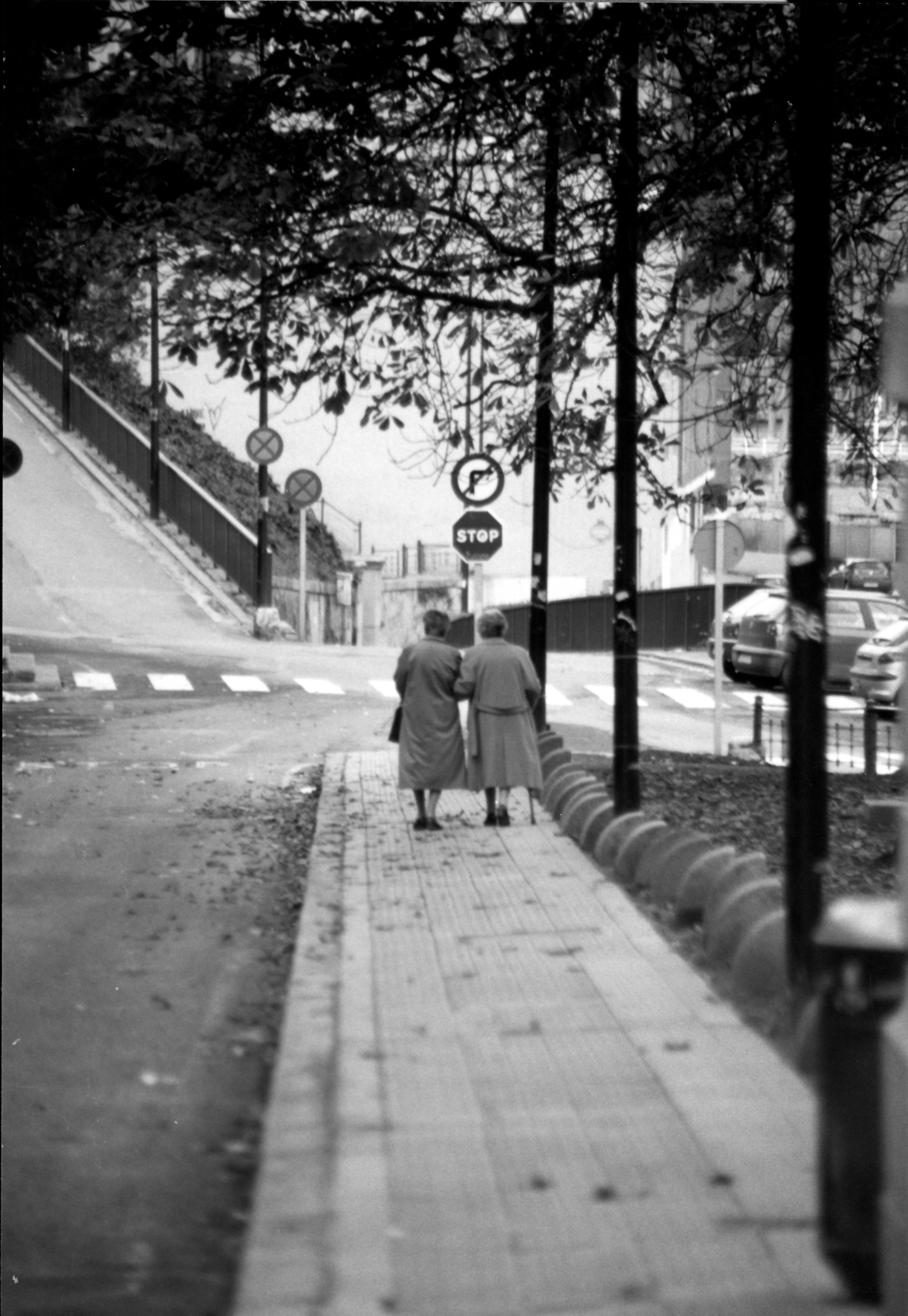
Le concept de déprise permet d'envisager la renonciation à certains contacts sociaux comme un compromis en vue de sauvegarder les relations personnelles essentielles et les complicités fortes, ici illustrées par deux femmes âgées déambulant bras dessus, bras dessous dans une rue déserte de Bilbao, en Espagne.

La déprise est un concept sociologique utilisé en France par la sociologie de la vieillesse et du vieillissement qui permet d'envisager l'individu âgé avançant en âge comme un acteur pris dans un travail de négociation dont l'enjeu serait le maintien de son identité en dépit des éventuelles implications biologiques et sociales du passage du temps telles qu'une dégénérescence physiologique ou un veuvage.
Ce concept a été forgé au tournant des années 1980 et 1990 à l'aune de la théorie du désengagement apparue aux États-Unis en 1961, soit une trentaine d'années plus tôt dans l'histoire de la discipline, mais aussi à partir des remises en cause variées dont cette théorie fonctionnaliste psychologisante a fait l'objet jusqu'à leur cristallisation au milieu des années 1970 dans le même pays. Inscrit dans des logiques proches de celles de l'interactionnisme symbolique et du constructivisme social, il permet depuis lors de penser en des termes nouveaux la perte de compétence et la dévalorisation de soi que l'on constate souvent chez les personnes âgées vieillissantes, des phénomènes qui constituent en un sens une perte de prise sur le monde environnant, d'où le terme de déprise.
Ainsi, le concept a été mis en œuvre dans plusieurs branches de la sociologie pour y mesurer les effets spécifiques de l'avancée en âge et de ses multiples corollaires, notamment dans la sociologie des médias, la sociologie de la famille, la sociologie du travail et la sociologie de la santé. Il a par ailleurs été décliné selon plusieurs modalités, notamment en « déprise inquiète », « déprise tactique » et « déprise stratégique », ce qui correspond à trois formes de retrait du monde relevés par les sociologues. Il n'a jusqu'ici pas suscité de critiques virulentes mais n'est pas pour autant parvenu à faire disparaître les autres paradigmes et leurs propres concepts, même dans son pays d'origine.

## L'élaboration du concept

### Les origines

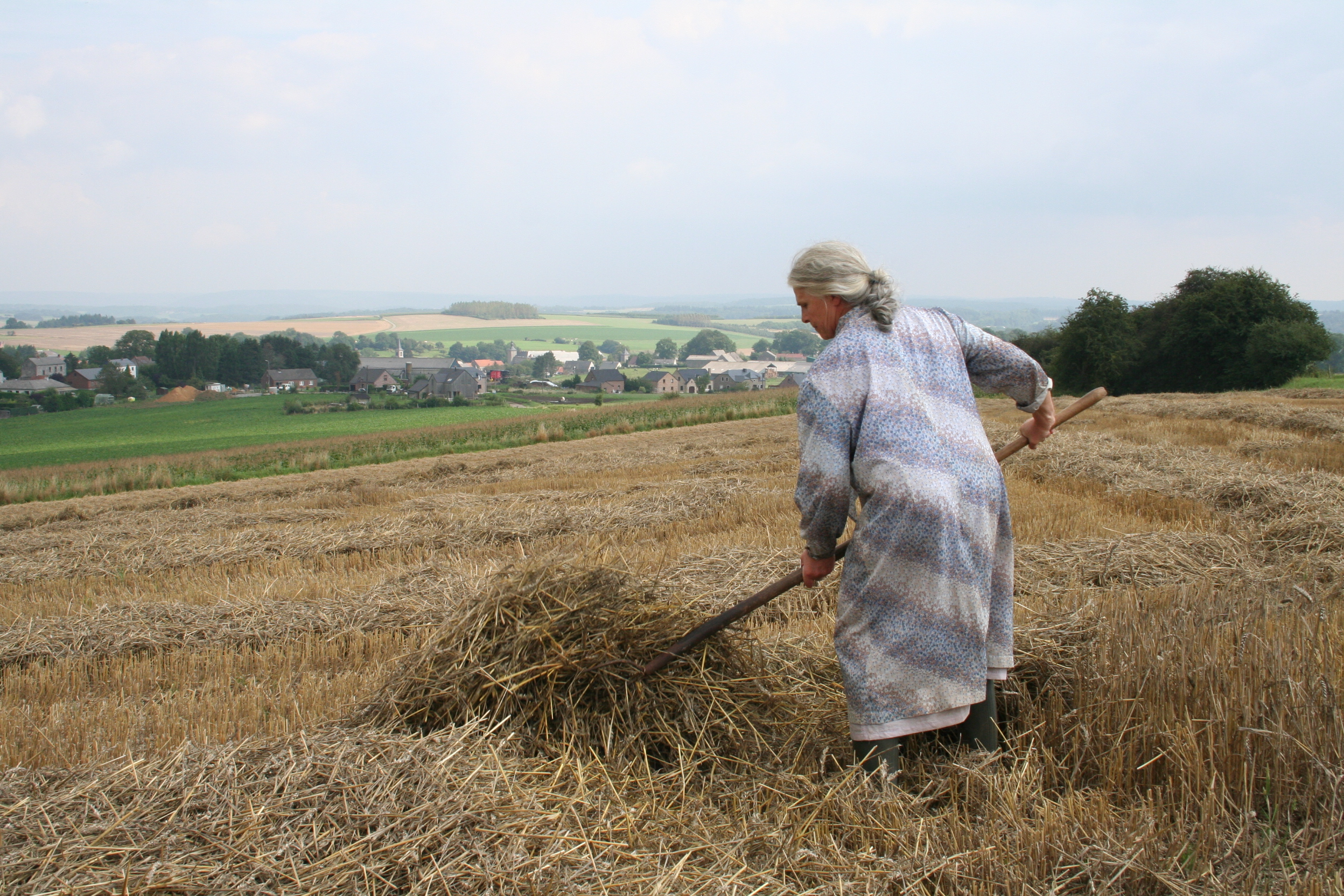
Avant le développement de la théorie du désengagement, elle-même aux origines du concept de déprise, les personnes âgées étaient surtout considérées par la sociologie comme des travailleurs ayant renoncé à leur principal rôle social, ce qui ne permettait pas d'appréhender autrement que de façon presque paradoxale le vieillissement des individus âgés en activité, telle cette femme s'employant au séchage de la paille en Belgique.

Les racines les plus lointaines du concept apparaissent au début des années 1960 à la faveur de la publication en 1961 d'un texte intitulé Growing Old: The Process of Disengagement par les chercheurs américains Elaine Cumming et William E. Henry, un texte que le Français Vincent Caradec, aujourd'hui l'un des auteurs de référence en matière de déprise, a depuis lors qualifié de « pionnier ».
D'après Serge Clément et Jean Mantovani, autres auteurs français qui font actuellement autorité quant à la déprise, « avant la parution de Growing Old c'est une sociologie des rôles qui dominait la problématique du vieillissement ». Comme cette perspective considérait que l'un des principaux rôles sociaux de notre société, si ce n'est le principal, est celui de travailleur, « la vieillesse était vue d'abord comme le moment où l'on perdait ce statut de travailleur » du fait de la retraite. Dans cette perspective, l'adaptation des personnes âgées à la vieillesse se résumait à la recherche de nouveaux rôles et, pour les sociologues en quête d'explications plus poussées sur la question, « la recette, car on était bien dans le registre pratique, c'était de réinjecter des rôles là où il n'y en avait plus » théoriquement. Autrement dit, la méthode consistait à envisager la vieillesse comme un répertoire de rôles disponibles et les évolutions qu'elle implique comme de simples passages de l'un à l'autre.
Chez Elaine Cumming et William E. Henry, une approche différente est privilégiée, quoique les rôles ne soient pas déconsidérés. Elle insiste davantage sur les structures sociales et les prennent pour point de départ : le système social produirait de lui-même un mécanisme appelé désengagement en commençant avant tout par mettre hors du travail les travailleurs les plus âgés. En outre, et c'est là la grande force de leur théorie pour Serge Clément et Jean Mantovani, « les auteurs estiment que, ce faisant, la société rencontre les intérêts des individus ». En effet, dans leur perspective, ces derniers se désengagent par ailleurs d'eux-mêmes afin de se retrouver à temps, au moment de leur mort, débarrassés des contraintes qui les avaient unies au reste de la scène sociale. Ainsi, d'après Growing Old, vieillir suppute « un inévitable et graduel retrait ou désengagement, résultant d'une interaction entre une personne vieillissante et les autres dans un système social auquel elle appartient ». Il y a ainsi un « double mouvement » par lequel la société exige un retrait de l'individu tandis que celui-ci réduit son investissement au sein de celle-ci en profitant de la liberté de se soustraire qu'elle lui laisse.

### Les critiques de la première version

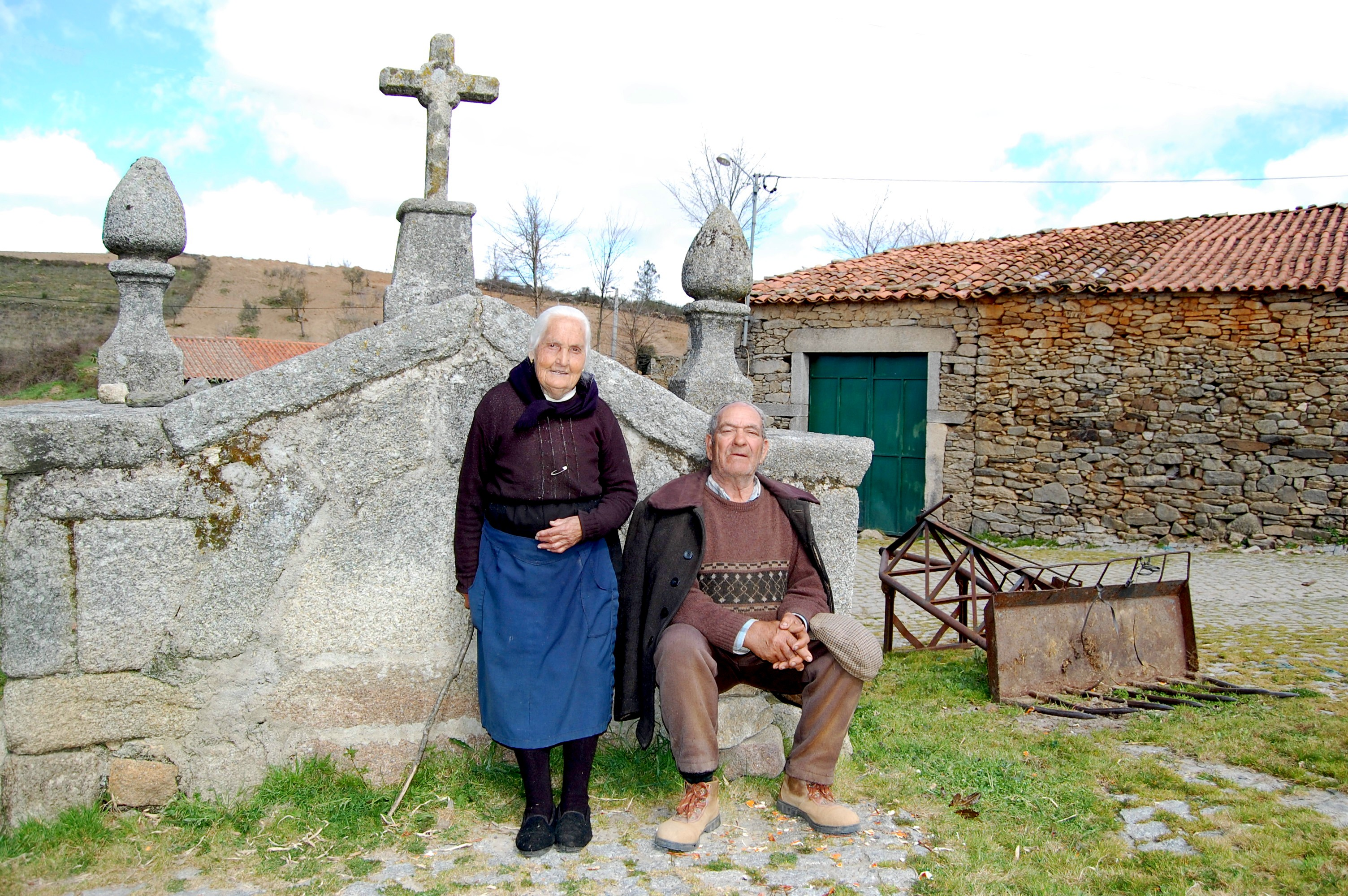
Dans les années 1970, l'insistance de la théorie du désengagement sur l'âge des personnes vieillissantes est remise en cause par une découverte de la sociologie de la vieillesse et du vieillissement selon laquelle la sauvegarde d'une prise sur le monde n'est pas déterminée uniquement par le nombre d'années d'une personne, mais également par la survie du conjoint, ici illustrée par un couple âgé appuyé contre une construction chrétienne à Caçarelhos, au Portugal.

D'après Serge Clément et Jean Mantovani, la théorie du désengagement telle que formulée aux États-Unis sous le nom de disengagement theory a intéressé le monde de la gérontologie parce qu'elle décrivait enfin des phénomènes que l'on pouvait observer concrètement chez les personnes âgées. Néanmoins, si elle était utile d'un point de vue pratique, elle n'en était pas moins critiquable sur le plan théorique et, de fait, les mises à l'épreuve se sont multipliées relativement rapidement. Ainsi, elle fut testée en 1968 par Douglas G. Marshall dans The Process of Growing Old: A Test of the Disengagement Hypothesis. Mais les critiques les plus puissantes ne se cristallisèrent qu'à la faveur du milieu des années 1970 et de l'arrivée du constructivisme social dans le champ de la sociologie de la vieillesse et du vieillissement, un mouvement que plusieurs auteurs considèrent comme le deuxième grand moment de l'histoire de cette sous-discipline dans les différents bilans qu'ils ont dressés,,.
De fait, la chercheuse Arlie Russell Hochschild publie en 1975 dans l'American Journal Review un article intitulé « Disengagement Theory: A Critique and Proposal » dans lequel on retrouve l'essentiel des débats suscités par la théorie du désengagement. On lui reproche de concentrer son attention sur l'activité et le travail, ce qui trahit en fait une adhésion à l'idéologie d'une société bien spécifique, et ce qui amène à la confusion entre ces valeurs et l'engagement. Or, avoir une moindre activité et se désengager n'est pas forcément la même chose. En outre, deuxième grande critique, le désengagement apparaît comme une variable trop globale et mécanique alors même qu'il peut y avoir des différences dans le processus de retrait d'un individu à l'autre, certains auteurs soulignant par exemple la plus grande importance du veuvage que de l'âge en tant que marqueur du phénomène — à ce titre, plusieurs chercheurs parlent de théorie « omnibus » recouvrant des réalités différentes sans chercher à les démêler,. Enfin, dernier problème, la perception de son propre vieillissement par la personne qui vieillit n'est pas du tout questionnée. Elle est complètement oubliée, le désengagement n'étant évalué que de l'extérieur.
La chercheuse en conclut que la question du désengagement est une question pertinente, mais à condition de considérer que ce n'est pas l'âge des individus qu'il faut étudier mais plutôt la conjonction de facteurs qui lui sont associés, comme la santé ou, comme on l'a vu, le veuvage. Puis, d'après Serge Clément et Jean Mantovani, les courants de la phénoménologie ont contribué à établir une distance avec la théorie initiale de sorte que la vieillesse ne soit plus perçue comme un fait objectif indéniable mais comme une catégorie dont l'établissement et l'évolution doivent devenir eux-mêmes des objets de l'étude sociologique. En 1994, après avoir fait remarquer l'opposition entre la vision extérieure de la vieillesse, qui est négative, et celle des personnes âgées elles-mêmes, qui est généralement positive, Peter G. Coleman en vient finalement à parler de stratégies d'adaptation en insistant sur la « capacité à faire face » de tout un chacun, ce que l'on peut voir aussi chez Kubey en 1980.

### Le changement de nom et de paradigme

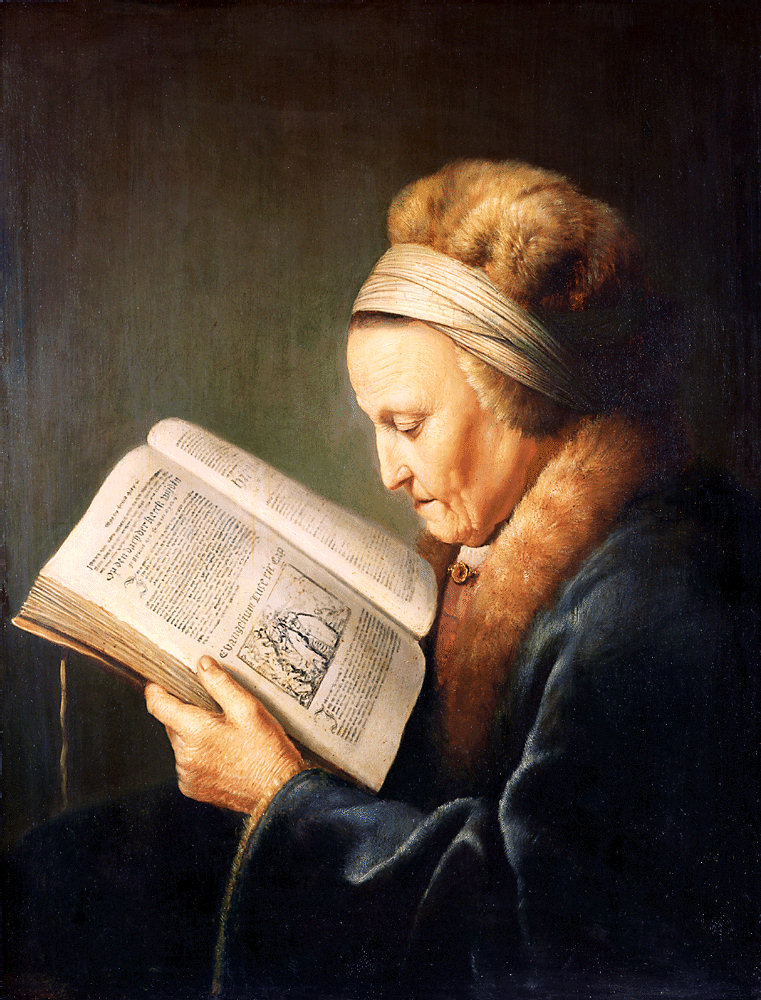
La fatigue peut conduire les personnes âgées à abandonner la lecture, ici pratiquée par la mère de Rembrandt, mais une analyse à l'aide du concept de déprise montre qu'il peut aussi s'agir de préserver les yeux pour la télévision, dont l'écoute est généralement abandonnée plus tard.

Prenant note des problèmes déjà signalés, et sans doute désireux de rompre avec la vision psychologisante de la vieillesse contenue dans Growing Old, des auteurs français se mettent à reprendre de façon critique l'intuition principale d'Elaine Cumming et William E. Henry à la fin des années 1980 : Jean-François Barthe, Serge Clément et Marcel Drulhe font paraître en 1988 un travail qui apparaît désormais comme l'initiateur d'une sociologie du désengagement utilisant de préférence la notion de déprise. Cette dernière est empruntée à la sociologie de la ruralité, où l'on parle de « déprise agricole » pour désigner l'abandon de l'activité de culture ou d'élevage sur des territoires qui leur étaient autrefois dédiés, ce phénomène ayant d'ailleurs une certaine relation avec le vieillissement individuel des populations rurales.
Concrètement, selon Vincent Caradec, « la notion de déprise s'inscrit à la fois en continuité et en rupture avec la théorie du désengagement » : elle en retient l'idée d'une possible prise de distance avec le monde au cours du vieillissement mais considère que ce n'est qu'un « relâchement » qui n'est « pas total, ni linéaire, ni homogène et qu'il engage à une réorganisation, un réaménagement des activités et des modes de vie ». Ce nouveau nom et cette nouvelle définition confèrent au concept une ambivalence intrinsèque en lui attribuant une double vocation d'héritier et de critique de la théorie du désengagement, mais cette ambigüité est tout à fait assumée. En désignant à la fois une tendance à la baisse des activités au cours de l'avancée en âge et un processus de transformation des engagements ponctué par des retours en force sur la scène sociale, le concept n'en est, selon Vincent Caradec, que plus pertinent, « car cette double réalité coexiste dans le vieillissement au grand âge ». Cependant, selon Serge Clément et Jean Mantovani, il convient de distinguer la déprise du concept utilisé par Peter G. Coleman, car « l'adaptation suppose deux temps, celui où l'on n'est plus adapté, et celui où l'on s'adapte », mais une telle vision ne recouvre pas l'ensemble des attitudes des individus qui vieillissent dans la mesure où ceux-ci font montre de comportements de prévention face à l'âge qui peuvent devancer et annihiler, selon des modalités très diversifiées socialement, d'éventuelles difficultés d'adaptation.
Ainsi, d'après les auteurs français ci-dessus mentionnés, si les individus perdent prise sur certaines choses ou relations, point sur lequel se focalisait exclusivement la théorie du désengagement, cela peut se produire davantage par anticipation que par résignation. D'autre part, les individus en question peuvent tenter, ce faisant, de conserver soigneusement les registres d'activités et les contacts qui leur tiennent vraiment à cœur. De suite, pour ces auteurs, « la déprise est un principe d'économie des forces », un formidable travail de sélection pour éviter la fatigue et préserver l'essentiel. À ce titre, plutôt que de penser la vieillesse comme une réorientation radicale du mode de vie, on peut la percevoir grâce à ce concept comme l'occasion d'une substitution motivée par la conservation de l'identité personnelle à la suite de l'apparition de déclencheurs.

## Le phénomène conceptualisé

### Ses déclencheurs

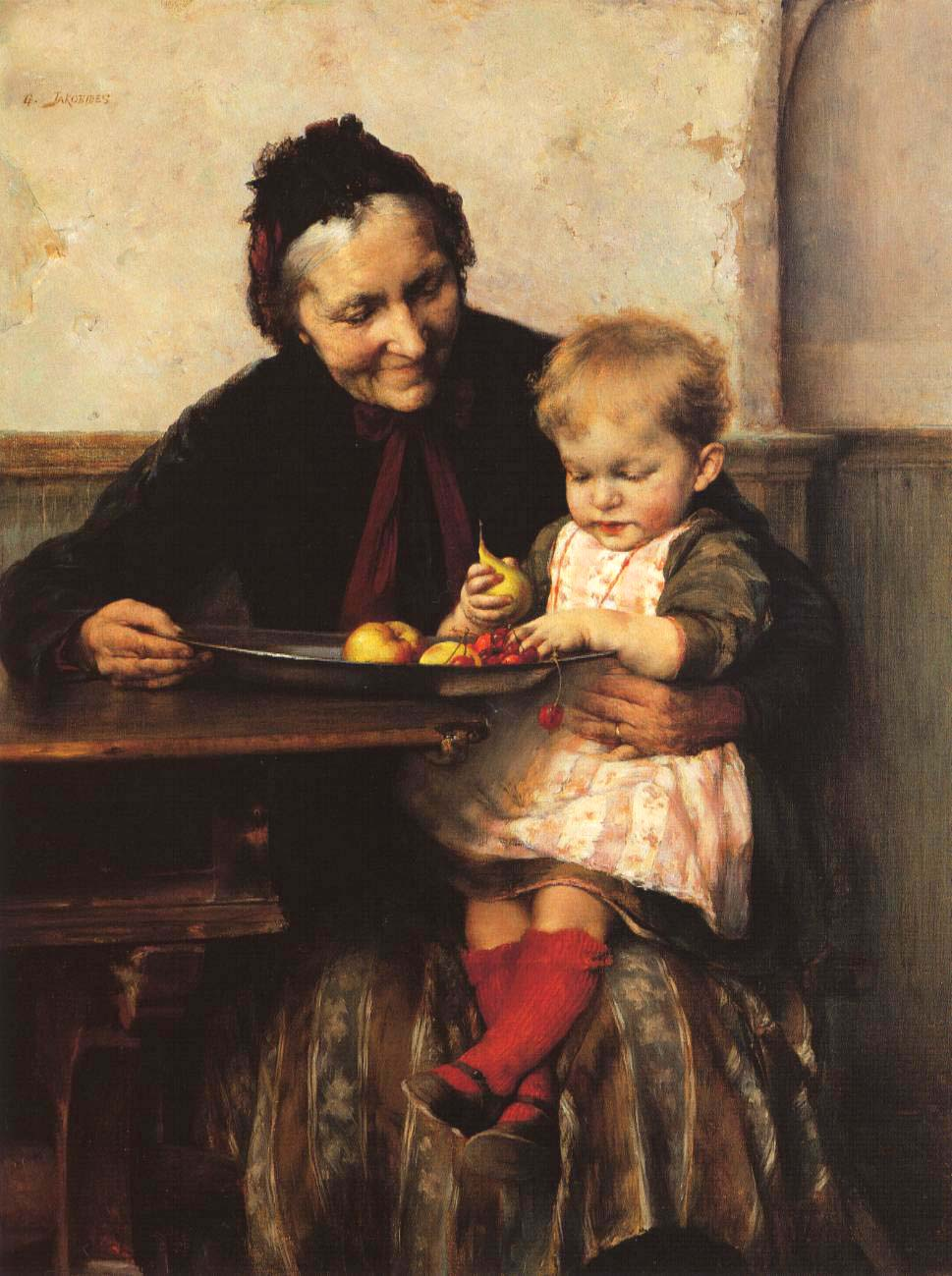
En 2004, le chercheur Vincent Caradec propose de davantage considérer la déprise en fonction des opportunités d'engagement perdues par les personnes âgées, par exemple lorsque les petits-enfants grandissent et sollicitent moins leurs grands-parents, ici une grand-mère et sa petite-fille représentée par Georgios Jakobides.

Selon Vincent Caradec, les concepteurs de la notion de déprise ont successivement insisté sur deux types de déclencheurs dans le cadre de l'affinement de leur concept. Dans un premier temps, d'après lui, Jean-François Barthe, Serge Clément et Marcel Drulhe l'ont présentée comme « une sorte d'amortissement de l'impulsion vitale » qui se traduit par un manque d'envie ou un sentiment de fatigue en prenant soin de distinguer ces phénomènes des problèmes de santé. Puis, dans les textes ultérieurs, elle apparaît davantage comme un phénomène relationnel : le repli sur l'espace domestique et la moindre présence dans l'espace public des plus âgés sont désormais présentés comme la conséquence de leur « confrontation à la mobilité des plus jeunes », laquelle les conforterait « dans leur sentiment d'"être dépassé", de "ne plus pouvoir", de devoir "ralentir" ». Pour Vincent Caradec, « cette deuxième manière d'appréhender la déprise, à l'articulation entre perte d'envie et interactions avec autrui, va dans le sens d'un élargissement des facteurs pris en compte ».
Fort de ce constat, et désireux d'élargir encore le concept, le chercheur propose en 2004 de mieux prendre en compte deux autres déclencheurs traditionnellement peu étudiés, en tout cas d'après lui. D'une part, il considère que « s'il est exact que la fatigue et le manque d'envie ne coïncident pas nécessairement avec un accident de santé, les difficultés physiques n'en constituent pas moins un déclencheur » de la déprise. Autrement dit, il propose de réintroduire des considérations quant à la biologie au sein des études qui recourent à la déprise. D'autre part, il affirme que cette dernière peut être la conséquence d'une disparition de certaines opportunités d'engagement, par exemple au moment du décès du conjoint ou lorsque les petits-enfants devenus grands sollicitent moins leurs grands-parents. Selon lui, « prendre en considération ce dernier déclencheur permet de renouer avec l'intuition féconde de Cumming et Henry » et de leurs prédécesseurs, qui insistaient sur les rôles sociaux. Mais en fait, ces derniers n'ont jamais été totalement désavoués par les tenants de la déprise, et Serge Clément et Jean Mantovani ont pu affirmer auparavant que certaines personnes en situation de forte déprise « s'habillent » du vêtement du « vieux » ou de la « vieille », par exemple « en se confiant de plus en plus à la protection familiale, en limitant les risques de l'accident au point d'hésiter à sortir, en se démarquant le moins possible d'activités routinières ».
Quoi qu'il en soit, d'après Vincent Caradec, on peut donc distinguer quatre types de déclencheurs de la déprise : « la fatigue et le manque d'envie qui traduisent la baisse de l'énergie vitale, les interactions avec autrui, les difficultés physiques et la disparition de certaines opportunités d'engagement ». Mais ils ne s'affirment pas tous chez tous les individus. On constate par exemple que « certaines personnes très âgées demeurent ainsi en bonne santé et connaissent peu de difficultés physiques », et que « les mêmes peuvent continuer à être sollicitées et à bénéficier d'opportunités d'engagement, par exemple parce qu'elles peuvent poursuivre leur engagement professionnel à un âge avancé — que l'on songe à certains hommes politiques, artistes, écrivains ou professeurs d'université — ou encore parce que l'étendue de leur réseau social leur permet de trouver des activités de substitution ». D'autres, en revanche, ne bénéficient pas de ces possibilités. En bref, « l'état de santé, la possibilité de poursuivre ou non son engagement professionnel, le réseau social plus ou moins étendu constituent ainsi autant de ressources inégalement réparties qui génèrent des trajectoires de déprise différenciées ».

### Les réactions des personnes concernées
Quelles que soient ses causes, le processus que la déprise conceptualise revêt, lorsqu'il a lieu, un caractère généralement irrégulier en orientant les acteurs vers une série d'instants particuliers qui s'apparentent à autant d'épreuves individuelles et collectives auxquelles faire face. Il s'agit par exemple du placement en maison de retraite ou d'un nouveau mariage après le décès du premier conjoint. Dans ce cadre, si le vieillissement reste marqué, au-delà de ces événements précis, par une tendance globale au désengagement qu'il convient de ne pas perdre de vue, « au cours des années de retraite, écrit Vincent Caradec, les individus doivent franchir de tels moments de transition et les surmonter ». Pour ce faire, et selon une vision qui fait apparaître la déprise « comme un processus actif de réorganisation de l'existence au cours du vieillissement », ils peuvent recourir à des stratégies qu'il est possible de distinguer selon leurs modalités différentes : l'adaptation, la substitution, la délégation et l'abandon.
D'après les définitions fournies par le chercheur, l'adaptation consiste à continuer l'activité d'une nouvelle manière, notamment en ayant recours à des astuces ou de véritables « prothèses », par exemple un casque audio utilisé pour pallier une audition défaillante et ralentir l'abandon progressif de la télévision. La substitution est une variante de l'adaptation qui revient à remplacer une activité antérieure par une autre du même type. L'abandon est une renonciation qui permet de se consacrer à d'autres activités jugées plus importantes pour la définition de soi. Enfin, la délégation consiste à confier à un proche la réalisation de l'activité délaissée, comme la tonte de la pelouse à un enfant et le lavage des carreaux à une aide ménagère.
Mais d'autres typologies considérant la déprise au-delà de ses aspects stratégiques ont par ailleurs été proposées, par exemple par Isabelle Mallon. Selon elle, en plus de la « déprise stratégique », qui désigne en l'occurrence les situations dans lesquelles la personne âgée se situe dans une démarche d'anticipation des effets du vieillissement, par exemple en s'astreignant à la pratique de la marche ou des mots croisés pour se maintenir en forme, il est possible de distinguer deux autres modes de déprise en attribuant au concept des qualificatifs différents. Dans son article « Vieillir en famille avec la maladie d'Alzheimer », Christine Rolland-Dubreuil emploie ces deux déclinaisons en parlant de la « déprise tactique », par laquelle il s'agit d'adopter des conduites d'adaptation aux ruptures et handicaps survenus et de trouver des moyens pour « reprendre le dessus », mais aussi de « déprise inquiète », terme qui désigne la situation de personnes entourées craignant de ne plus l'être et que l'on peut employer pour étudier le cas de la personne soudain veuve qui a vécu auparavant dans l'interdépendance entre conjoints et dans l'indépendance de son couple à l'égard des enfants. De fait, pour Serge Clément et Jean Mantovani, « il existe bien des exemples qui montrent que la déprise peut être un processus inquiétant, souvent bien plus subi qu'anticipé, dans un rapport irrésolu entre différents modèles du vieillir ».

### Les déprises ultimes

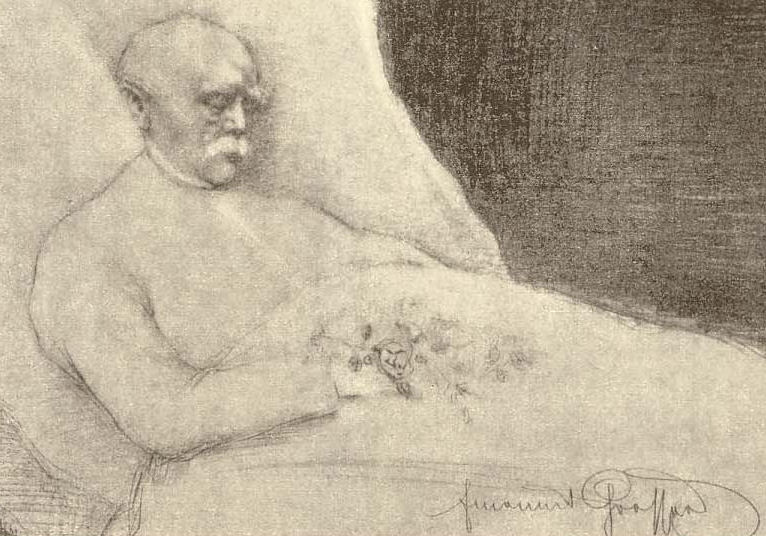
Les déprises ultimes sont les déprises qui marquent un fort désengagement, ici illustré par Otto von Bismarck sur son lit de mort.

La déclinaison de la déprise selon plusieurs modalités permet aux auteurs d'envisager des degrés dans celles-ci agençant ces modalités de sorte que certaines apparaissent généralement plus tard que d'autres. Ainsi, pour Vincent Caradec, « au fur et à mesure que les opportunités d'engagement diminuent, que les problèmes de santé s'aggravent, que la fatigue ressentie s'accroît et que les proches se montrent plus inquiets, les aménagements deviennent plus nombreux et les stratégies d'adaptation et de substitution cèdent la place à l'abandon et à la délégation d'usage ». De son point de vue, « l'existence de ces degrés dans la déprise est l'occasion de revenir sur le caractère différentiel du vieillissement, puisque des personnes ayant le même âge chronologique peuvent connaître une déprise plus ou moins accentuée ». L'observation n'est pas nouvelle : parmi les personnes âgées composant l'échantillon d'Elaine Cumming et William E. Henry, certaines continuaient à être actives malgré leur âge avancé, ce qui, selon Arlie Russell Hochschild, constituait un défi à leur théorie du désengagement.
Par ailleurs, et c'est là une question nouvelle, la possibilité d'une gradation de la déprise interroge les chercheurs quant à l'accumulation de phénomènes de désengagement. Ils concluent de concert qu'elle conduit à ce qu'ils appellent des « fortes déprises » ou des « déprises ultimes » : si d'après Serge Clément et Jean Mantovani, « beaucoup de vies s'interrompent alors que la vieillesse s'est déroulée selon une succession de déprises qui ont permis à la personne vieillissante de conserver l'identité qui lui tenait à cœur », « parfois, par contre, cette identité se trouve plus fortement mise en cause ».
Dans ce cas, l'essentiel est menacé puisque des activités centrales pour la définition de soi doivent être abandonnées. En outre, l'ennui envahit alors le quotidien, et cet envahissement n'est pas neutre, car certaines recherches épidémiologiques ont mis en évidence l'importance d'éléments subjectifs tels que celui-là en tant que facteurs prédictifs de la mortalité chez les personnes âgées de 75 ans ou plus : ceux et celles qui avaient déclaré « se sentir inutiles » sont plus susceptibles que les autres de décéder dans les cinq années qui suivent.

## Les implications du concept

### La dimension identitaire du vieillissement

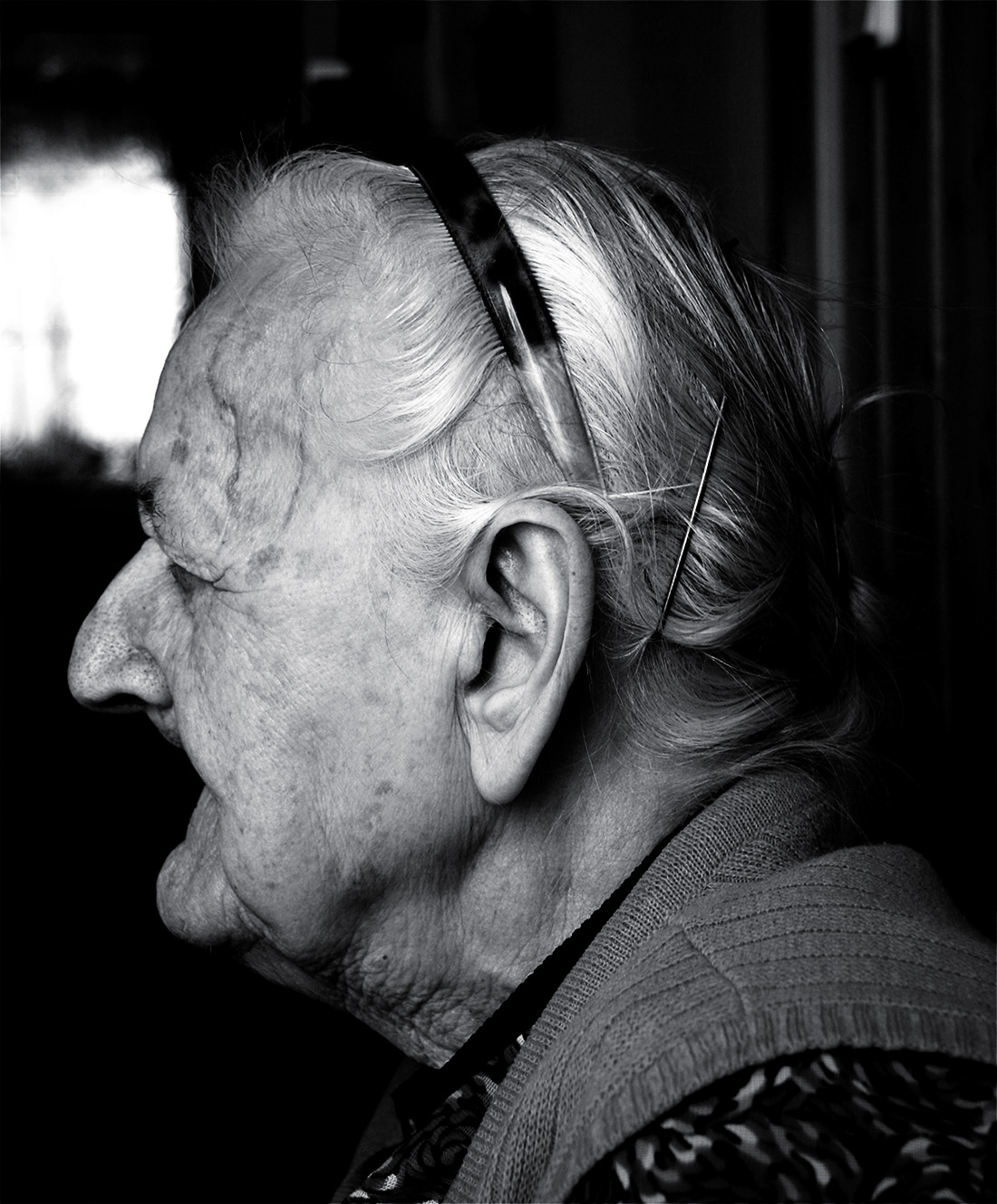
Pour les chercheurs, la déprise active la construction de l'identité des aînés, ici illustrée par une femme âgée.

Penser la vieillesse en termes de déprise a conduit les chercheurs à se préoccuper de la dimension identitaire du vieillissement des personnes âgées. Ainsi, pour Vincent Caradec, utilisateur et promoteur du concept, « la retraite, le décès du conjoint, la formation d'un nouveau couple constituent des événements qui ponctuent, avec des probabilités d'apparition variées, l'avancée en âge et qui activent le processus de construction identitaire ». Selon lui, les méthodes employées par les individus face à la déprise visent en fait à assurer une certaine continuité identitaire, ce qui le rapproche de Serge Clément et Jean Mantovani, lesquels ont par ailleurs affirmé que « le désir de conserver au mieux l'identité que l'on s'est forgée le long de son existence est le moteur qui oriente la sélection et la substitution d'activités ». Pour Vincent Caradec, de fait, « l'adaptation et la substitution permettent de limiter les changements et de maintenir les engagements antérieurs ; l'abandon concerne autant que faire se peut les activités les moins essentielles à la définition de soi ; la délégation — qui se traduit souvent par une mise en dépendance par rapport aux enfants — est privilégiée par ceux qui ont manifesté au cours de leur existence un fort investissement familial ».
La question se pose avec une acuité en cas de veuvage et du fait de l'isolement du fait du décès des autres, qui est un problème certain pour les personnes de grand âge. Ainsi, d'après Serge Clément et Jean Mantovani, « avoir vécu longtemps, c'est avoir eu le maximum de probabilités de perdre les siens, et plus particulièrement ceux de sa génération, ceux avec lesquels on a vécu une histoire commune ». Selon les chercheurs, « leur disparition affecte dans la mesure où c'est tout un univers de référence dont on devient, de plus en plus, seul dépositaire ». Ainsi, « il y a véritable danger à devenir seul si on ne fait pas d'effort de sauvegarde du lien ». Dans ce contexte, « sélectionner des personnes pour garder des relations, sélectionner des lieux et activités pour conserver ces personnes sont les deux manières de préserver l'essentiel : le rapport à un autrui privilégié, choisi, qui fait savoir que l'on est soi-même choisi ». De fait, il s'agit souvent de donner priorité aux personnes avec lesquelles il est possible d'avoir une autre définition que celle de personne âgée, soit celle de père ou de mère avec un enfant, de frère ou de sœur avec un autre membre de la fratrie, etc..
Tout ceci ne se fait pas sans heurts. Ainsi, pour Benoît Verdon, « la déprise d'aménagements revendicatifs de longue date et impérieusement ancrés à l'intérieur de soi n'est pas chose aisée » et le renoncement est « amplement douloureux ». S'il est possible pour l'individu immédiatement concerné d'adoucir le processus de déprise en recourant à des marches arrière momentanées ou en s'inscrivant dans une sorte de négociation bien comprise avec soi-même et les autres, comme le montre l'exemple de son enquêtée Dominique, qui œuvre « avec beaucoup d'ambivalence et d'allers-retours, faisant là une concession, reprenant ici son droit de regard », ces options ne réduisent pas forcément, toutefois, la pénibilité de la déprise, et en l'occurrence son interlocutrice ne s'y résout pas : « entre renoncements qui s'imposent et sources de plaisir qui échappent, écrit Benoît Verdon, Dominique vit de façon particulièrement douloureuse, à la mesure de ses représentations radicales de maîtrise, les contraintes imposées par un ennemi qui reste difficile à cerner, un ennemi sur lequel on ne peut avoir que de vaines et fugaces victoires ». Cela se vérifie durant l'enquête elle-même, qui est en quelque sorte le révélateur des tensions internes : « la rigueur de ses requêtes, les pleurs inattendus lors de l'entretien, parlent pour le conflit intense chez cette forte femme, exigeante mais déchirée, démunie sous sa carapace phallique ».

### Le cadre méthodologique
Pour Vincent Caradec, il convient d'observer le désengagement des personnes âgées en questionnant trois registres à l'aune du concept de déprise : celui du « faire », qui a trait à l'évolution des activités pratiquées, mais aussi celui de l'intérêt pour le monde, par lequel on peut se demander dans quelle mesure un désintérêt peut advenir, et enfin celui du sentiment d'appartenance à la société, « le désengagement prenant alors la forme de l'étrangeté au monde ». Le premier registre demande essentiellement une série d'observations et permet le développement d'une analyse quantitative sur la foi des relevés réalisés quant au nombre d'activités pratiquées et au volume horaire consacré à chacune. De fait, cette méthode a été utilisée par les auteurs de Growing Old, mais elle n'est pas spécialement au goût de la sociologie de la déprise. Ainsi, Serge Clément et Jean Mantovani ont eu l'occasion d'indiquer clairement qu'ils ne se placent pas sur le plan quantitatif dans lequel il importerait de dénombrer les rôles ou les relations.
Les utilisateurs du concept valorisent les méthodes qui sont préconisées pour l'étude des deux autres registres distingués par Vincent Caradec, lesquels portent sur des représentations. Ce sont les entretiens, en particulier ceux qui sont réalisés par l'enquêteur en face à face. Ainsi, pour une enquête portant sur le rapport aux médias domestiques au cours du vieillissement, le chercheur s'est appuyé sur une série d'entretiens avec des personnes âgées de plus de 75 ans d'une part et des retraités dont la moyenne d'âge était plus faible d'autre part. Comme il permet d'identifier des irrégularités dans les parcours biographiques des personnes âgées, la sociologie de la déprise rend le récit de vie particulièrement pertinent.
Malgré ces outils, et si l'on en croit Serge Clément et Jean Mantovani, il demeure généralement peu aisé de déterminer si les enquêtés se trouvent dans la période ultime d'un processus de déprise, le phénomène ne pouvant être réduit à une mécanique irréversible qui verrait différentes phases se succéder jusqu'à un stade terminal. Ainsi, il existe des façons de se définir en tant que personne âgée dépendante qui relèvent d'une stratégie d'obtention d'aide par laquelle la personne ne cède pas vraiment de son autonomie d'acteur : comme ils le rappellent, « on peut "ne rien faire" au nom d'un handicap, tout en organisant, dirigeant, contrôlant l'aide dont on bénéficie ». Néanmoins, les deux chercheurs constatent qu'il y a toutefois possibilité d'identifier de « fortes déprises » grâce à l'expression du sentiment qu'une dernière étape de la vie est entamée par la personne âgée elle-même ou son entourage, notamment sous la forme de plaintes s'inscrivant dans une forme de dépression. Ils soulignent cependant que l'état de déprise ultime peut être exprimé par les acteurs en toute sérénité, par exemple en insistant sur le fait que la transmission des valeurs aux descendants a été pleinement accomplie, ce qui peut la rendre encore plus difficile à détecter. En fait, sur le terrain, tout peut s'emmêler : « aux stades ultimes de la déprise, les temporalités auxquelles se réfèrent les vieilles personnes manifestent une forte tendance à la déstructuration ». Ainsi, par exemple, le temps des émissions télévisées choisies fait place au temps de la télévision « bruit de fond ». Plus globalement, les formes d'inscription dans le temps long apparaissent brouillées, le passé et le présent se confondant dans les propos prononcés.

### La question des mots
Une fois les données recueillies, une troisième dimension à prendre en compte est celle des termes employés pour désigner la déprise. Pour Vincent Caradec, il paraît utile, dans certains cas, « de pouvoir mettre l'accent sur l'aspect dialectique du phénomène que le terme même de "déprise" peut sembler gommer », et c'est pourquoi il a parfois recours à la graphie « (dé)prise », qui met en relief le caractère parfois constructeur du processus qu'ont relevé les mises en application du concept.
Plus généralement, on peut se questionner quant à l'opportunité du terme de déprise par rapport à d'autres qui lui sont plus ou moins voisins. Jean-François Bickel, Myriam Girardin et Christian Lalive d'Épinay retiennent par exemple les notions de « fragilité » et « fragilisation » pour questionner les trajectoires du grand âge, la seconde s'entendant comme étant un « processus d'affaiblissement progressif et inévitable des réserves physiologiques et sensori-motrices », la fragilité renvoyant quant à elle à une atteinte sur au moins deux des cinq dimensions sur la santé retenues par ces auteurs, à savoir la mobilité, les capacités sensorielles, l'énergie, la mémoire et l'absence de troubles physiques. De son côté, le psychologue Jean Bouisson parle quant à lui d'un phénomène de « routinisation » de la vie quotidienne qui se manifeste dans le grand âge et dont il montre qu'il s'agit d'un marqueur d'une certaine vulnérabilité.
Cependant, l'existence de ces termes proches ne remet pas en cause le fondement du concept de déprise lui-même, qui d'ailleurs ne trouve pas de traduction valable en anglais sous la forme de « letting go », et sa pertinence n'est pas particulièrement débattue par d'autres que ceux qui l'utilisent et le mettent en œuvre.

## Les mises en œuvre du concept

### L'analyse des objets techniques

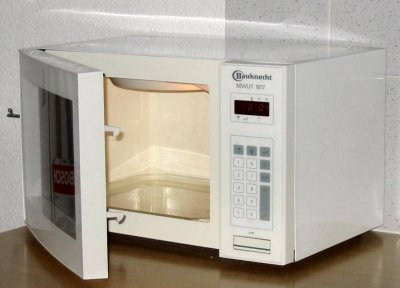
Une analyse en termes de déprise souligne que l'abandon du four traditionnel peut s'accompagner d'une prise sur le four à micro-ondes, ici un modèle représenté ouvert.

La déprise a été particulièrement employée pour conceptualiser l'usage des appareils techniques comme les appareils électroménagers par les personnes âgées. D'après Vincent Caradec, « on observe, au cours de l'avancée en âge, une réduction, parfois même un abandon de l'usage de certains appareils techniques ». Plusieurs phénomènes participent à cette évolution, le premier étant le veuvage : « au moment du décès du conjoint, les besoins se réduisent et certains appareils perdent de leur utilité ». Ainsi, selon les résultats de l'une de ses enquêtes, depuis que Mme Délos vit seule, elle a renoncé à plusieurs appareils dont elle se servait auparavant : « elle a cédé son congélateur à sa fille, se sert moins de son lave-linge et n'a recours à son four à micro-ondes qu'en « dépannage » » alors qu'elle a par ailleurs abandonné l'usage du four de sa cuisinière à cause de la longueur du temps de chauffe et de la taille importante des repas qu'il faudrait faire pour l'utiliser à bon escient. « Plus largement, c'est toute l'organisation de l'existence et les activités quotidiennes qui se trouvent bouleversés par la disparition du conjoint », les objets utilisés dans le cadre d'activités communes étant moins sollicités, par exemple.
Même en l'absence de veuvage, des déprises peuvent survenir, notamment du fait de soucis de santé. Il y a ainsi des problèmes de compatibilité entre les appareils techniques conçus pour les usagers adultes « normaux » et les personnes vieillissantes quand celles-ci connaissent des déficiences physiques. Dans l'enquête de Vincent Caradec, Mme Hoëdic ne se sert plus non plus du four de sa cuisinière, mais ce n'est pas à cause des préparatifs que cela implique, mais parce qu'il faut trop se baisser alors qu'elle souffre d'arthrose. Autre exemple, les problèmes de vue engendrent chez d'autres personnes une renonciation aux appareils photographiques. Mme Fauvette, malade du cœur, évite désormais d'utiliser la perceuse électrique.
Pour le chercheur, « cette tendance à la baisse des usages se trouve contrebalancée par la « prise » sur de nouveaux appareils » : certains veufs se mettent à recourir au four à micro-ondes, et ce nouvel usage peut survenir dans le cadre d'une substitution au four traditionnel. « D'autres objets technologiques constituent même un recours en cas de difficulté physique ». Ainsi, Mme Ibis utilise son organiseur électronique pour pallier ses problèmes de mémoire, et les téléphones portables peuvent soudain apparaître précieux dans l'éventualité d'un appel d'urgence.

### L'exemple de la voiture

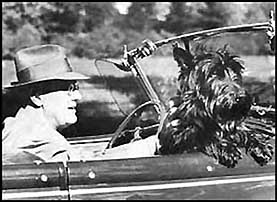
La déprise est un concept fécond pour l'étude des pratiques automobiles des personnes âgées, ici Franklin Delano Roosevelt, qui souffrit de déficiences physiques à la fin de sa vie.

Vincent Caradec note que « la déprise des appareils techniques prend aussi quelquefois une forme qui permet de continuer à en bénéficier de manière indirecte : la délégation à un tiers ». C'est le cas quand un conjoint qui a eu un problème de santé cède à son partenaire l'usage d'un appareil dont il était jusqu'alors l'utilisateur exclusif ou principal. De ce point de vue, et pour d'autres raisons encore, « la voiture — un cyclomoteur dans certains cas — constitue, du fait de son importance pratique et symbolique, un analyseur de la déprise particulièrement intéressant », les études statistiques montrant que la baisse de la conduite automobile accompagne l'avancée en âge à partir de la cinquantaine.
Pour Vincent Caradec, « cette progressive "démotorisation" s'explique tout d'abord par le nouveau mode de vie développé après la retraite ou après le veuvage, souvent marqué par une moindre utilisation de la voiture par rapport au temps de l'activité professionnelle ou de la vie conjugale ». Par ailleurs, « les problèmes de santé ainsi que le sentiment d'une moindre résistance physique amènent à renoncer aux trop longs voyages en voiture et à lui substituer des solutions alternatives comme le train, avant que le renoncement ne s'étende aux voyages eux-mêmes » puis aux déplacements courts dans le voisinage. Beaucoup repoussent cet ultime abandon en adoptant des stratégies de réduction des risques : évitement des heures de pointe, renoncement à la conduite de nuit, limitation aux trajets connus.
Pour Vincent Caradec, « arrive cependant un moment où certains choisissent de ne plus conduire. C'est là une décision complexe qui se fonde sur le sentiment d'avoir perdu les réflexes d'autrefois et d'être devenu un danger pour soi-même et pour autrui — sentiment qui peut se cristalliser à la suite d'un accident ». Selon lui, cette décision est par ailleurs le produit d'une négociation avec autrui, c'est-à-dire les autres automobilistes qui se plaignent, les enfants inquiets qui déconseillent à leur parent âgé de conduire ou lui proposent de l'emmener dans ses déplacements, voire « le médecin dont le verdict pèse du poids de l'autorité médicale et de la confiance que l'on a placée en lui ».

### Le cas particulier de la télévision

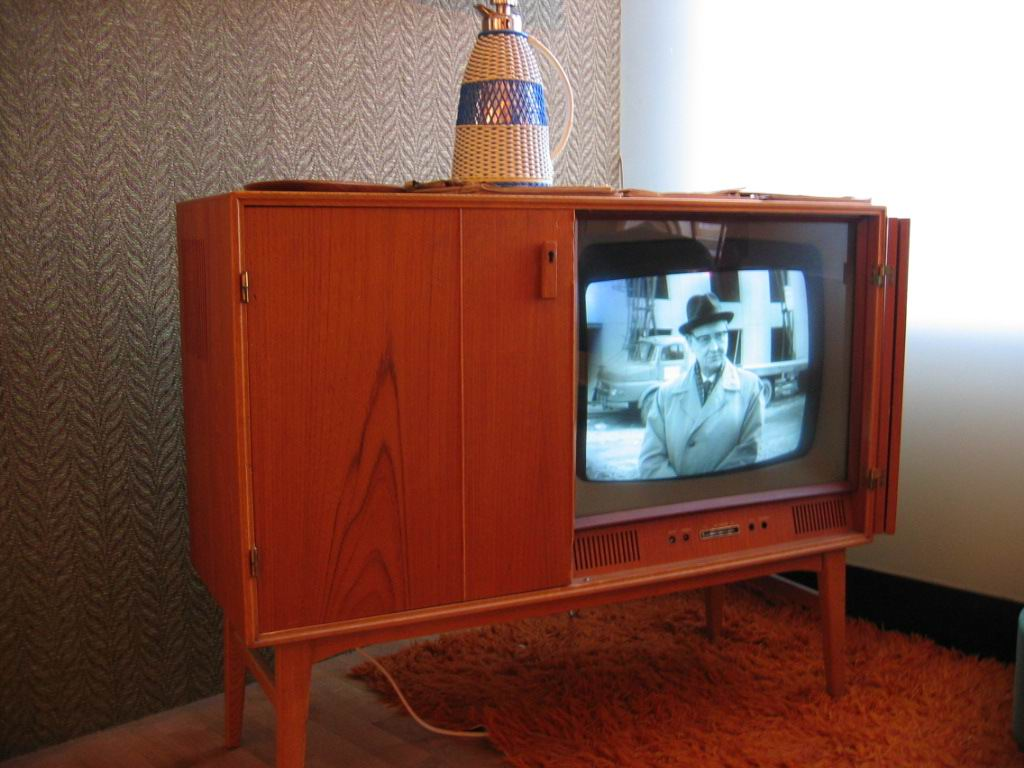
Pour Vincent Caradec, plusieurs déprises entrent en jeu dans l'étude de l'écoute de la télévision par les personnes âgées, ici illustrée par un téléviseur des années 1950.

Le concept de déprise a été utilisé par Vincent Caradec pour explorer le processus de vieillissement à l'aune de l'analyse d'un indicateur particulier, le rapport à la télévision. Dans ce cadre, il repère deux phases au désengagement, celle de la déprise par rapport aux activités extérieures et la déprise par rapport à la télévision. Ces distinctions lui permettent dans un second temps d'examiner la façon dont le petit écran est un partenaire de la construction des identités âgées en permettant un branchement sur le soi passé ou en procurant des ressources utiles à la réaffirmation de ce soi.
D'après les enquêtes sur les pratiques culturelles, l'usage de la télévision au cours des années de retraite présente une évolution remarquable, avec une expansion de l'écoute jusque vers 85 ans, suivie par une diminution de la pratique télévisuelle. Selon Vincent Caradec, la première étape relève d'une réduction des activités extérieures, qui s'explique par la diminution des opportunités et possibilités d'engagement. Par ailleurs, les personnes qui vieillissent apprécient de plus en plus la quiétude de leur espace domestique, qui constitue un refuge contre les incertitudes de la confrontation avec les plus jeunes dans l'espace public. Aussi leur existence se réoriente-t-elle peu à peu vers le domicile et les occupations qu'il offre.
Parmi elles, la télévision est particulièrement sollicitée, car elle assure une présence et une occupation dans les moments d'inactivité. Elle permet en outre de prendre des pauses. « Enfin, regarder certaines émissions permet de rester en prise sur des choses dont il a fallu se déprendre par ailleurs et que l'on remplace par leur succédané télévisuel, par exemple en regardant la messe à la télévision quand il devient difficile de se rendre à l'église ou en suivant des émissions de reportage faute de pouvoir voyager ». Puis, pour les personnes plus âgées, un autre mouvement prend forme, qui se traduit par une baisse de l'écoute qui s'explique par la fatigue, désormais plus prégnante, et qui conduit à avancer son heure de coucher et à ne plus regarder les émissions de la soirée. Il y a par ailleurs certaines déficiences sensorielles qui amènent à choisir avec soin les quelques moments qu'il est possible de consacrer à la télévision. Selon Vincent Caradec, on peut interpréter cette évolution en deux temps « comme la combinaison de deux processus de déprise qui se succèdent au cours du vieillissement : la déprise par rapport aux activités extérieures, favorable à une écoute accrue de la télévision, et la déprise par rapport à la télévision elle-même ».

## Les apports heuristiques

### Dans la sociologie de la famille
La déprise a trouvé une certaine utilité dans la sociologie de la famille. Dans son article « Vieillir en famille avec la maladie d'Alzheimer », Christine Rolland-Dubreuil la définit « comme un travail de négociation de l'individu pris dans le processus de vieillissement dont l'enjeu est le maintien de son identité » puis ajoute que dans ce travail, « la relation à l'autre est primordiale, notamment au sein de la cellule familiale, et elle interagit sur la façon de vieillir ».
Sur ce, la chercheuse établit que la forme familiale, dans laquelle la famille est perçue comme une entité qui englobe au moins les parents, les enfants, les frères et les sœurs, va de pair avec un modèle de « déprise avec mise en dépendance ». La déprise contribue alors à ce que « la famille entoure et protège », et la vieillesse inactive est perçue comme une récompense bien méritée. La forme familiale resserrée autour du seul lien conjugal entraîne quant à elle une « déprise avec mise en dépendance conjugale ». Il y aurait enfin une « déprise par la dépendance entre la mère atteinte et une fille ».

### Dans la sociologie de la santé
Le même article rappelle l'intérêt de la déprise pour la sociologie de la santé. Christine Rolland-Dubreuil y indique, après avoir rappelé que « vieillir est la rencontre de la manière dont la vieillesse est vécue par chacun, et de la manière dont elle est socialement représentée », que « la déprise, dans son schéma général, est liée à une prise de conscience de son vieillissement, sans qu'elle soit spécifique au grand âge ». Du coup, affirme-t-elle, comme la maladie d'Alzheimer est associée au vieillissement sans pour autant être réservée à la grande vieillesse, l'utilisation de ce concept de déprise est pertinent pour comprendre cette maladie. Ainsi, on peut interpréter son évolution selon les ajustements à l'autre qu'elle suscite, et ce bien qu'il s'agisse d'une maladie dégénérative de laquelle on pourrait donc penser a priori qu'elle entraîne surtout des réactions inéluctables.
La sociologie des maladies psychiatriques est également intéressée. Benoît Verdon, dans son article « Souffrance névrotique chez le sujet vieillissant », cite l'exemple de Dominique, 69 ans, qui « se voit, elle, confrontée à la nécessité désolante de céder la maîtrise de ses affaires à d'autres, de renoncer à faire des projets que sa vigueur physique ne peut plus endurer, d'accepter d'être plus lente, de « remonter moins vite la pente » ». Puis, à peine quelques lignes plus loin, il emploie le terme de déprise pour nommer l'ensemble de ce processus.
Ces mises en œuvre ont des effets sur le concept en retour. Ainsi, Christine Rolland-Dubreuil se demande par exemple si dans le cas de la maladie d'Alzheimer, « déprise tactique » et « déprise inquiète » ne correspondent pas à deux moments successifs plutôt qu'indépendants de l'itinéraire du malade d'un point de vue chronologique : « quand les personnes ne sont plus capables de s'ajuster aux effets de la maladie d'Alzheimer alors elles sont aux prises avec des sentiments contradictoires et ressentent une perturbation identitaire ; elles passent d'une déprise tactique à une déprise inquiète ». Elle conclut en se demandant dans quels cas exactement les modes de déprise se maintiennent ou se modifient dans le temps, ce qui l'amène à espérer une étude longitudinale des expériences individuelles et familiales.

### Dans la sociologie du travail

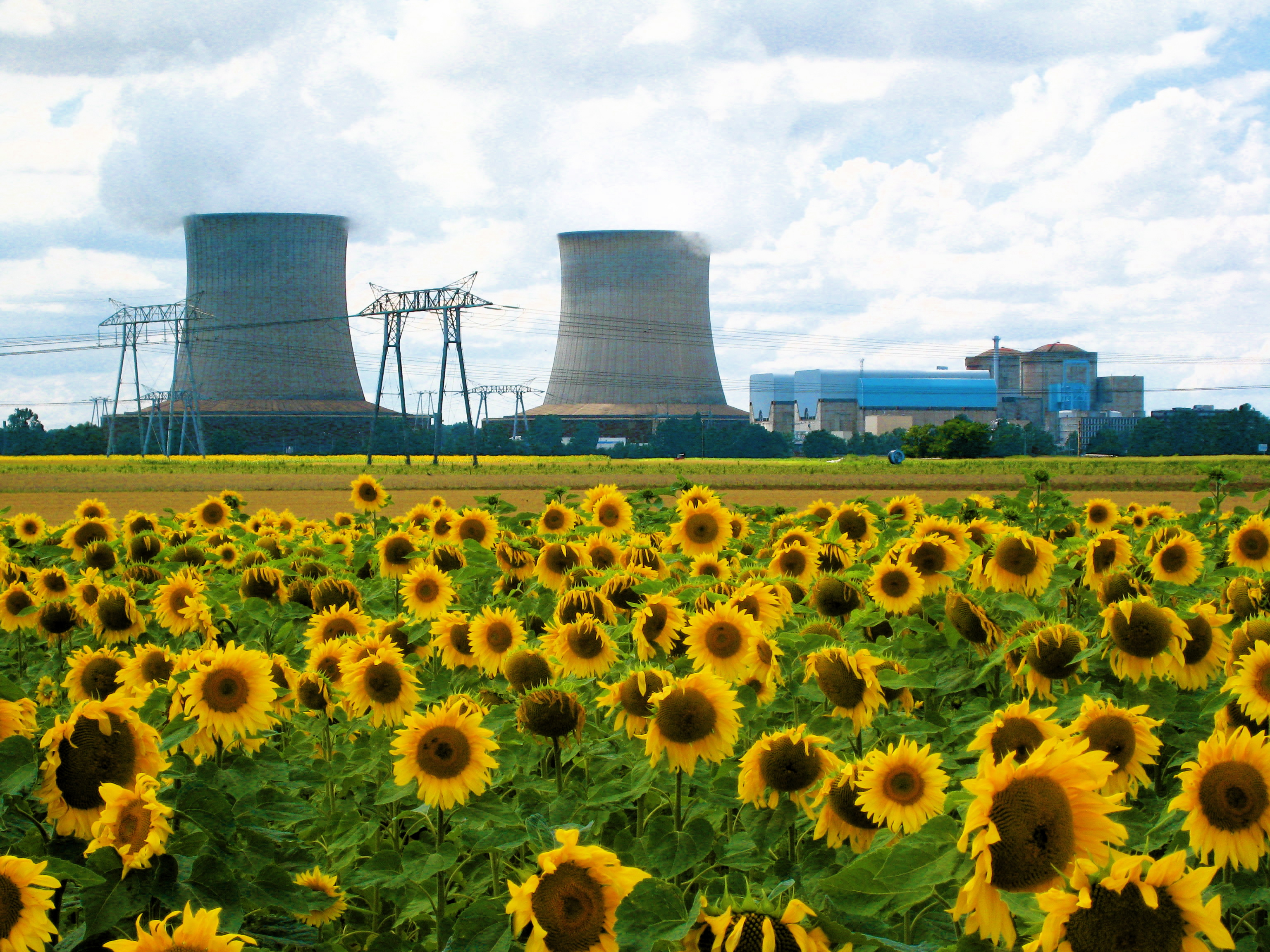
Le chercheur Dominique Le Roux a utilisé le concept de déprise pour expliquer une transmission des compétences défaillante entre travailleurs âgés et travailleurs jeunes dans les centrales nucléaires françaises, ici celle de Saint-Laurent.

Le concept de déprise a également été utilisé par Dominique Le Roux dans le cadre de son analyse des processus de transmission des compétences en œuvre dans le monde de l'entreprise, en l'occurrence dans une centrale nucléaire. Le procédé est audacieux car, comme on l'a indiqué, le désengagement a d'abord été pensé comme le résultat de la non-activité, de la sortie du travail.
Parallèlement à une perte d'identité et un affaiblissement du collectif de travail, le chercheur a identifié chez certains anciens employés sur place des phénomènes de démotivation et de souffrance au travail entre lesquels il intercale la déprise telle que conçue par Vincent Caradec dans sa Sociologie de la vieillesse et du vieillissement parue en 2001. Pour lui, elle atteint par contagion les benjamins de l'entreprise.
Ainsi, « l'exemple de l'épuisement physique et mental de ces anciens, sursollicités et surresponsabilisés mais insuffisamment reconnus, n'aide pas les plus jeunes à se projeter dans leur avenir de techniciens », ce qui suscite leur propre découragement et est « préjudiciable à la transmission intergénérationnelle des savoir-faire ». Le sociologue préconise dès lors, plutôt que de chercher seulement à retenir les moins âgés, « de penser celui de la fidélisation conjuguée des anciens et des jeunes, la relation entre ces deux générations créant une tension qui assure le dynamisme de l'équipe ».